# Мазерби, Уильям
Уильям Мазерби (нем. William Motherby; 12 сентября 1776, Кёнигсберг, королевство Пруссия — 16 января 1847, там же) — немецкий врач английского происхождения, со специализацией в терапевтии, вирусологии. Фермер. Учредитель «Ассоциации содействия сельскому хозяйству» в Восточной Пруссии. Автор идеи «бобовой трапезы» в память об Иммануиле Канте — ежегодного обеда в полдень в день его рождения, который каждый год 22 апреля отмечают члены «Общества друзей Канта». До 1944 года он проводился в Кёнигсберге. После Второй мировой войны был перенесен в Геттинген, в 1976 году — в Майнц. В 2008 году празднование вернулось в Кёнигсберг, ныне Калининград, где с тех пор оно проводится ежегодно. В настоящее время в нём принимают участие поклонники философа из разных стран.

## Биография
Родился в Кенигсберге 12 сентября 1776 года в многодетной семье купца Роберта Мазерби (1736—1801) и Шарлотты, урождённой Туссен (1742—1794), дочери купца из Магдебурга. Всего у родителей было одиннадцать детей. Один из братьев — Роберт (1736—1801), известен стал как английский купец в Восточной Пруссии. Из отец — уроженец Йоркшира в Англии, переехал в Кёнигсберг в 1751 году по приглашению земляка, купца Джозефа Грина, который желал видеть своим помощником выходца с родины. Предки матери были французами, поселившимися в германских землях. Роберт Мазерби был другом философа Иммануила Канта.
В детстве Уильям Мазерби обучался в реформистской школе Филантропинум в Дессау. Затем вернулся в Кенигсберг, и 8 марта 1792 года поступил в Кенигсбергский университет, где изучал медицину. Продолжил образование в Эдинбургском университете, окончив который, в 1798 году получил докторскую степень. Затем опять вернулся в Кенигсберг и зарекомендовал себя как уважаемый врач. Взял на себя инициативу в области введения вакцины против коровьей оспы, как средства профилактики оспы. Написал два научных доклада по этому вопросу.
Дом Мазерби был одним из центров интеллектуального общения в Кенигсберге. В круг друзей хозяев входили известные представители местной интеллигенции. По словам Вильгельма фон Гумбольдта и Эрнста Морица Арндта, этому также содействовало гостеприимство и красота молодой жены хозяина дома, Иоганны Шарлотты, урождённой Тиллхайм. О дружбе самого Мазерби с Гумбольдтом и Арндтом свидетельствует их длительная переписка.
В семье Мазерби родились в 1807 году дочь Анна, которую все звали «Нэнси», и, следом, в 1808 году сын Роберт. Однако в 1822 году их брак распался. Через два года Иоганна Шарлотта снова вышла замуж за врача Иоганна Фридриха Диффенбаха, но и этот брак также закончился разводом.
В последние годы жизни Мазерби увлекся сельским хозяйством. Он основал и возглавил «Ассоциацию содействия сельскому хозяйству» в Восточной Пруссии, которая издавала различные сочинения по данной теме. В 1827 или 1832 году он арендовал земли в поместье Арнсберг, в равнинной сельской местности к югу от Кёнигсберга. В это время он пропагандировал питательные свойства конины. Летнее время года Мазерби проводил в своем имении, зимние месяцы жил в Кёнигсберге. Только в 1840 году он полностью прекратил свою медицинскую практику в городе. Умер 16 января 1847 года.